# Conosara
Conosara is een geslacht van vlinders van de familie spanners (Geometridae), uit de onderfamilie Ennominae.

## Soorten
- C. castanea Meyrick, 1892
- C. pammicta Turner, 1919